# John Mills
John Mills, ursprungligen Lewis Ernest Watts Mills, född 22 februari 1908 i North Elmham, Norfolk, död 23 april 2005 i Denham, Buckinghamshire, var en brittisk skådespelare. 

## Biografi
Mills, som växte upp i Felixstowe i Suffolk, visade redan tidigt intresse för teatern och gjorde sin professionella debut 1927. Via teatern kom han till filmen 1932 där han debuterade med The Midshipmaid. Mills blev med tiden en av Storbritanniens mest omtyckta skådespelare och utvecklades till en tillförlitlig karaktärsgestaltare. För Ryans dotter tilldelades han en Oscar för bästa manliga biroll.
Under sin karriär hann han medverka i över hundra filmer och flera populära TV-serier. Han adlades 1976.
Hans första fru var skådespelaren Aileen Raymond. Efter deras skilsmässa gifte Mills om sig med Mary Hayley Bell 1941. Deras två döttrar Juliet (f. 1941) och Hayley (f. 1946) blev sedermera själva skådespelare. Hayleys son, Crispian Mills, blev en framgångsrik popmusiker.
Under de sista åren innan hans död uppträdde han allt mer sällan, han förlorade nästan helt sin syn 1992. Mills avled vid 97 års ålder den 23 april 2005 i sitt hem efter en stroke.

## Filmografi i urval
- 1932 – The Midshipmaid
- 1939 – Adjö mr Chips
- 1942 – Havet är vårt öde
- 1946 – Lysande utsikter
- 1954 – Mästerrymmarna på Colditz
- 1954 – Vad kvinnan vill
- 1955 – Slutet på historien
- 1958 – En iskall i Alexandria
- 1959 – Farligt ögonvittne
- 1960 – Skeppsbrott i Söderhavet
- 1962 – Tiara Tahiti
- 1969 – Oh, vilket makalöst krig
- 1970 – Ryan's dotter
- 1978 – The Big Sleep
- 1982 – Gandhi
- 1984 – A Woman with Substance (TV-serie)
- 1985 – Trick with Mirrors (TV-film)
- 1986 – Tryggare kan ingen vara (röst)
- 1987 – Who's That Girl
- 1994 – Martin Chuzzlewit (TV-serie)
- 1997 – Bean - Den totala katastroffilmen

## Utmärkelser
- Kommendör av 2 klass av Brittiska imperieorden,  1960[1]
- Silversnäckan för bästa manliga skådespelare,  1967
- Oscar för bästa manliga biroll, för Ryans dotter,  15 april 1971[2]
- Knight Bachelor,  1976[1]
- Disney Legends,  2002[3]
- Critics' Circle Award for Distinguished Service to the Arts
- Volpipokalen för bästa manliga skådespelare

[Redigera Wikidata]